# Miljöministeriet
Miljöministeriet i Finland inledde sin verksamhet 1983. 
Miljöministeriet består av en markanvändningsavdelning, en bostads- och byggnadsavdelning och en miljövårdsavdelning samt enheter för förvaltning, internationella ärenden och information. Ministeriet handlägger ärenden som angår miljövård och bekämpning av miljöskador, områdesanvändning, naturvård, byggande och boende. Då Bostadsstyrelsen indrogs 1993, överfördes en del av dess åligganden på miljöministeriet.